# Qasr Abu Hadi
Qasr Abu Hadi (arabisch قصر أبو هادي, DMG Qaṣr Abū Hādī) ist ein 15 Kilometer südlich liegender Vorort von Sirte in Libyen. Der Ort gilt als Geburtsort Muammar al-Gaddafis. Im Jahr 2011 lebten dort knapp 5.000 Einwohner. Nach der Volkszählung von 2006 waren es 4890 Einwohner.
Der Flughafen der Stadt Sirte, Gardabya, liegt nur rund zwei Kilometer westlich von Qasr Abu Hadi.
Am 3. Oktober 2011 nahmen im Verlauf des Bürgerkriegs in Libyen Einheiten der Libyschen Nationalen Befreiungsarmee Qasr Abu Hadi nach dreitägigen Kämpfen ein. Bei den Kämpfen kamen Grad-Raketenwerfer und Heckenschützen zum Einsatz und die Wasser-, Medikamenten- und Stromversorgung brach zusammen.